# Kherbet Rouha
Kherbet Rouha (em árabe: خربة روحا ) é uma Vila no distrito de Rashaya, no Líbano. Encontra-se no Vale do Bekaa, cerca de 10 quilômetros à noroeste do Monte Hermon. A vila é conhecida por ter a mesquita com os maiores minaretes do Líbano, com mais de 100 metros de altura.
Famílias oriundas de Kherbet Rouha migraram para muitos pontos ao redor do mundo, principalmente Canadá, Estados Unidos, Brasil, Argentina e Emirados Árabes Unidos. No Brasil, a maioria das famílias originárias de Kherbet Rouha estão representadas expressivamente em Paranaguá, Curitiba e São Paulo. Há famílias também nas cidades de Itaperuçu, Santos, Antonina, Guaraqueçaba e Morretes. 
Imigrantes oriundos desta vila construíram a mais antiga mesquita em atividade nos Estados Unidos em Dakota do Norte e uma das mais antigas do Brasil, em Paranaguá.
Muitos eruditos muçulmanos são naturais desta localidade, como o Sheikh Ahmed El-Laden.

## Etimologia
O nome Kherbet Rouha se traduz literalmente no árabe como "alma avariada". Uma lenda diz que a vila foi originalmente chamada de Madinat Al Rouha'a (Cidade das Almas), mas muitas guerras e desastres naturais "destruíram" a vila sete vezes, dando-lhe um espírito avariado. 
Porém, a versão mais aceita é de que o topônimo advenha do turco onde Kherbet significa "aldeia" e Rouha significa "alma" fazendo a tradução do nome para "Aldeia das Almas".

## História
Kherbet Rouha é habitada por humanos desde o período Paleolítico integrando a cultura emirana. Foi conquistada de Alexandre Magno em 332 a.C., integrando-se na civilização helenística. Seguiu-se a dominação do Egipto ptolemaico, que por sua vez foi seguida pela dominação do Império Selêucida e, posteriormente, Nabateu.  
Está contida na região histórica da província romana de Arábia Petreia, conquistada por Trajano em 106 d.C que até então fazia parte do Reino Nabateu. Por volta de 400 d.C passa integrar o império bizantino, que introduz em Kherbet Rouha o cristianismo. Nesta condição, passa a compor a Província da Fenícia Libanense, com capital em Emesa conforme documentado na Notitia Dignitatum, e governada diretamente por Cutzes, General e duque da Duque da Fenícia Libanense, e depois por Buzes. 
Mantém-se bizantina até a conquista muçulmana em abril de 634 d.C. A partir do domínio islâmico, a vila de  Kherbet Rouha passa a integrar a região de Balad Sham, com administração central em Damasco, sendo administrado sucessivamente pelos Califados Ortodoxo (634–661), Omíada (661–750) e Abássida (750–1258), posteriormente invadida várias vezes pelas campanhas cruzadas, passando momentaneamente a fazer parte do Reino Latino de Jerusalém em 1099 e ao Condado de Trípoli em 1102, retornando sempre ao domínio muçulmano, especialmente pelos mamelucos a partir de 1291.  
Em 1516 a região foi anexada ao Império Otomano, condição que manteve até ser colocada sob mandato francês, confirmado pela Sociedade das Nações em 1922 como parte da Síria.  
Em 1838 a vila foi visitada pelo missionário protestante americano Eli Smith (1801-1857) que anotou em seu diário de viagem ser a população de Kherbet Rouha composta de muçulmanos sunitas e cristãos. 
Em 27 de outubro de 1919, a delegação libanesa liderada pelo Patriarca Maronita Elias Peter Hoayek apresentou na Conferência de Paz de Paris aspirações de alargar as antigas fronteiras governadas por Beirut, a incluir as regiões férteis de Baalbek, Bekaa, Rashaya e Hasbaya a fim do país deter maior sustentabilidade agrícola. Após vitória do pleito, Kherbet Rouha vem a fazer parte do atual território libanês.   
Passa a integrar a nova República Libanesa em 1926 com efetiva independência em 1943 e presença de forças da França e Grã-Bretanha até 1945, em decorrência da Segunda Guerra Mundial. 